# Priacanthus hamrur
Espèce
Synonymes
- Anthias macrophthalmus Bloch, 1792[1]
- Boops asper Gronow, 1854[1]
- Priacanthus dubius Temminck & Schlegel, 1842[1]
- Priacanthus fax Valenciennes, 1831[1]
- Priacanthus hamrua (Forsskål, 1775)[1]
- Priacanthus hamrus (Forsskål, 1775)[1]
- Priacanthus hanirur (Forsskål, 1775)[1]
- Priacanthus longipinnis Borodin, 1932[1]
- Priacanthus schlegelii Hilgendorf, 1879[1]
- Priacanthus speculum Valenciennes, 1831[1]
- Sciaena hamrur Forsskål, 1775[1]

Statut de conservation UICN

 LC  : Préoccupation mineure
Priacanthus hamrur, communément appelé Gros-yeux commun, Beauclaire miroir ou encore Priacanthe commun, est une espèce de poissons marins de la famille des Priacanthidés.

## Répartition
Priacanthus hamrur se rencontre dans le bassin Indo-Pacifique, de la mer Rouge à la pointe de l'Afrique du Sud jusqu'à la Polynésie française, et au nord jusqu'au sud du Japon et vers le sud jusqu'à l'Australie. Il a été enregistré également à l'île de Pâques. Il vit à une profondeur comprise entre 8 et 250 m.

## Description

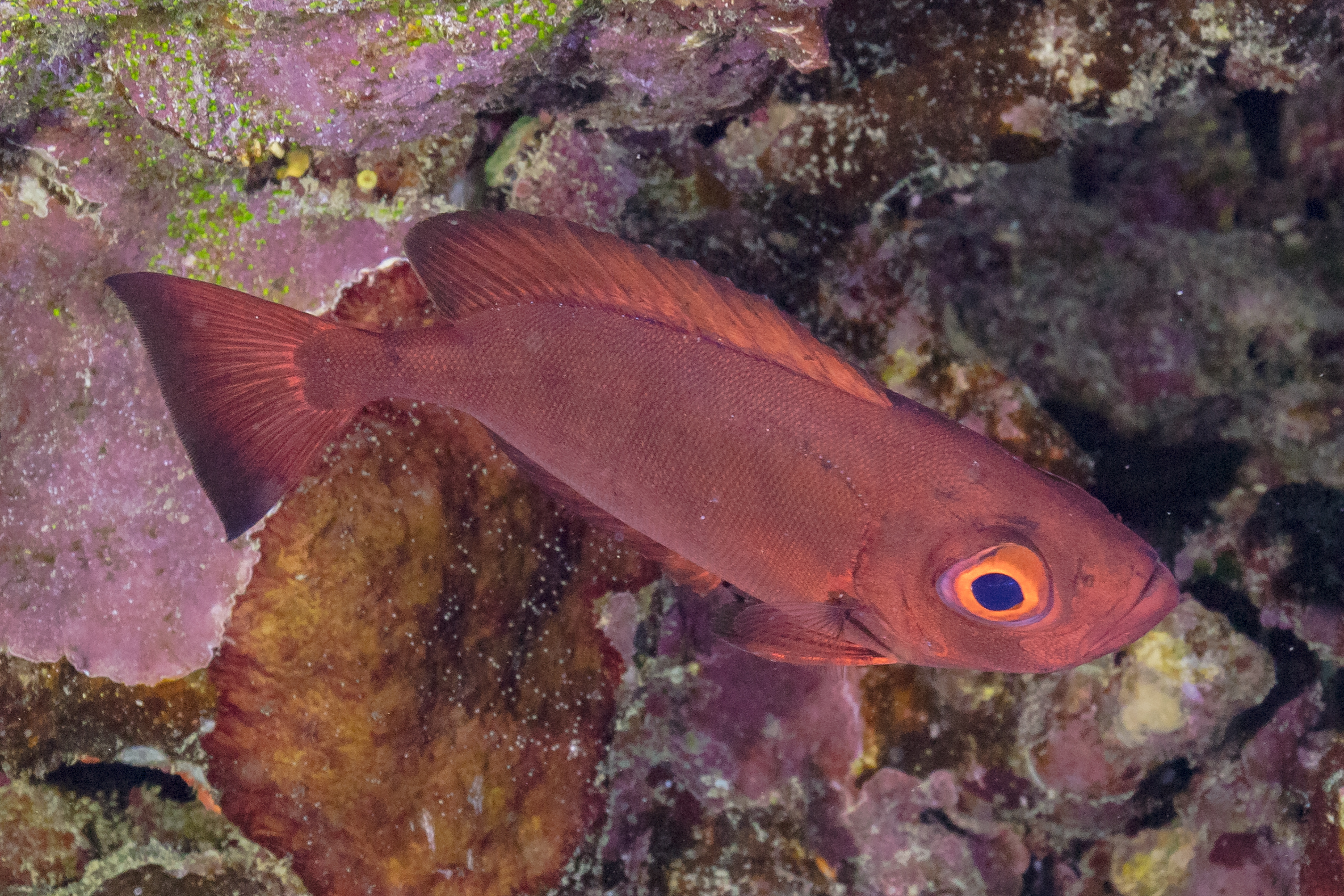
Priacanthus hamrur en pleine phase rouge

La taille maximale connue pour Priacanthus hamrur est de 45 cm mais sa taille habituelle est de 20 à 40 cm. Sa maturité est atteinte lorsqu'il mesure une vingtaine de centimètres.
Sa robe est capable de passer de l'argent rosé au rouge le plus vif presque instantanément.
Il vit solitaire ou en bancs.